# Tugra Turhan
Emir Tugra Turhan (* 9. August 2007 in der Schweiz) ist ein Schweizer Fussballspieler. Er steht seit Beginn seiner Profikarriere bei Grasshopper Club Zürich unter Vertrag und ist Schweizer Junioren-Nationalspieler.

## Karriere
Der schwizerdütschsprachige Turhan ist ein 1,75 Meter großer, schneller, durchsetzungsfähiger, akrobatischer und robuster Offensivspieler und spielt sowohl als Mittelstürmer als auch als rechter Aussenstürmer.

### Vereine

#### Nachwuchs und Amateur
Turhan kam 2007 als zweiter Sohn einer türkischstämmigen Fussballerfamilie, der Vater Erdem Turhan spielte einige Jahre bei Schweizer Fussballclubs, in der Schweiz zur Welt. Dort begann er mit dem Vereinsfussball, in der Zürcher Metropolregion. Das fussballerische enorme Talent Turhans entdeckte der Juniorentrainer vom FC Rüti aus der Zürcher Gemeinde Rüti. Später wechselte er an den Zürchersee in die Nachwuchsabteilung vom FC Rapperswil-Jona und spielte dort in den Schweizer Nachwuchs-FooTeCo-Kategorien FE12 und FE13. Er entwickelte sich rasch weiter und wechselte 2021 zur Jugend des Partner- und Traditionsvereins Grasshopper Club Zürich, auch kurz Grasshoppers genannt. In der Saison 2021/22 spielte Turhan mit 14 Jahren sowohl für das U15- und U16-Team der Grasshoppers in der Schweizer U15- und U16-Elitemeisterschaft, dabei trug er mit erzielten sechs U15-Toren zu zwei Siegen und einem Remis bei und auch zum Vizemeistertitel der Staffel Elite-Ost der U15-Meisterschaft, des Weiteren gehörte er innerhalb der Staffel zu den Top20-Torschützen.
In der Saison 2022/23 spielte er sowohl für das U16- und U18-Team der Grasshoppers unter anderem in der Schweizer U16- und U18-Elitemeisterschaft, dabei trug Turhan mit seiner torreichen Leistung auch zum Play-off-Einzug der U16-Elitemeisterschaft bei und dort spielte er als erfolgreichster Torschütze auf. In fünf U16-Play-off-Spielen erzielte er acht Tore, damit trug er auch zum Halbfinal- und Finaleinzug seines Teams bei, aber musste sich im U16-Meisterschaftsfinal mit dem Vizemeistertitel zufriedengeben. Ab Februar bis Mai 2023 wurde Turhan bereits mit 15 Jahren mehrmals für Einsätze für das U18-Team abkommandiert und erreichte mit ihr das Schweizer U18-Cupfinal und unterlag mit seinem Team nach seiner Auswechslung in der Nachspielzeit der U18-Junioren von Servette FC. Während seiner torreichen Juniorenleistungen erhielt er im März 2023 im Alter von 15 Jahren seinen ersten Profivertrag bei Grasshoppers, bis Sommer 2025 und gilt als vielversprechendes Talent der Grasshoppers-Jugend.
In der Saison 2023/24 spielte Turhan unter anderem für das U17- und U19-Team der Grasshoppers in der Schweizer U17-Elitemeisterschaft und -Cup beziehungsweise U19-Elitemeisterschaft und -Cup. Bis Ende 2023 kam er vor allem für das U17-Team zum Einsatz, danach kam Turhan im restlichen Saisonverlauf primär für das U19-Team zum Einsatz, wobei er temporär im Winter 2024 auch als zentraler Mittelfeldspieler eingesetzt wurde. Mit dem U19-Team nahm Turhan im Mai 2024 auch am internationalen U19-Nachwuchsturnier Blue Stars/FIFA Youth Cup 2024 teil und trug dort mit einem erzielten Tor die Gruppenphase zu überstehen und wurde später mit dem U19-Team Turnierdritter. Des Weiteren gegen Saisonende 2023/24 erhielt Turhan mit 16 Jahren sogar in der Zweitmannschaft der Grasshoppers, Grasshopper Club Zürich U21, im Schweizer Amateurfussball seine erste Pflichtspielpraxis im Herrenfussball in der viertklassigen Schweizer 1. Liga Classic.
In der Saison 2024/25 spielte er vor allem in der ersten Saisonhälfte für die Zweitmannschaft, Grasshoppers U21, in der viertklassigen Schweizer 1. Liga Classic, wobei Turhan erfolgreich in 12 Ligaspieleinsätzen 17 Tore erzielte mit unter anderem einem erzielten Quattrick innerhalb von 45 Spielminuten und später im Herbst 2024 eine Torserie startete, womit er sich für die erste Profimannschaft der Grasshoppers empfahl. Während der Saison kam Turhan gelegentlich vereinzelt auch weiterhin für das U19-Team zum Einsatz und fiel verletzungsbedingt im Frühling 2025 zirka für ein Monat aus, trotz der Umstände erreichte er mit dem U19-Team das Final des Schweizer U19-Cups und unterlag dort nach einem torlosen Remis erst im spielentscheidenden Penaltyschiessen.
Darüber hinaus erreichte Turhan in der zweiten Saisonhälfte der Saison 2024/25 mit Grasshoppers U21 den Gruppensieg in der 1. Liga Classic, des Weiteren wurde er mit erzielten 18 Toren innerhalb der Gruppe der zweiterfolgreichste Torschütze der Saison, womit er an jedem vierten Tor der Grasshoppers beteiligt und war auch der zweiterfolgreichste Gamewinner-Torschütze der Saison mit vier Siegtoren. Mit dem Gruppensieg qualifizierten sie sich für die Aufstiegs-Play-offs. Dort trug er mit einem erzielten Tor in den Schlussspielminuten entscheidend zum Einzug der Aufstiegs-Play-off-Finalrunde bei, wobei später Turhan mit seinem U21-Team im Final-Rückspiel gegen FC Kreuzlingen, nach seiner Einwechslung, anfänglich die Final-Hinspielniederlage egalisierten, aber verpassten in der anschließenden Nachspielzeit durch Gegentore den Aufstieg in die drittklassige Promotion League.

#### Profi
Während seiner torreichen U21-Leistungen 2024/25 und einem Viererpack im November 2024 empfahl sich der stürmende Turhan für die erste Grasshoppers-Profimannschaft und der neue Profitrainer Tomas Oral zog ihn in die Profimannschaft hoch. Ende November 2024 gab er als Einwechselspieler im Zürcher Derby seine Profispielpremiere mit 17 Jahren, 3 Monaten und 21 Tagen in der erstklassigen Schweizer Super League. Im weiteren Saisonverlauf gab Turhan im Dezember 2024 auch seine Schweizer (Profi-)Pokalspielpremiere im Herrenbereich.
Ab Januar 2025 wurde er endgültig dauerhaft zur ersten Profimannschaft befördert und erhielt im Folgemonat weitere Profiligaspieleinsätze und feierte gegen FC Lausanne-Sport nach zwei Minuten seiner Einwechslung als Joker seine Profitorpremiere mit 17 Jahren, 5 Monaten und 26 Tagen. Damit war er am Saisonende der zweitjüngste Torschütze der Schweizer-Super-League-Saison beziehungsweise der drittjüngste Grasshoppers-Torschütze der Schweizer-Super-League-Historie. Mit seinem Profi-Team erreichte er nach einer schwachen Super-League-Abstiegsrunde 2025 in der Barrage letztendlich den Klassenerhalt seines Teams, wobei er im Barrage-Rückspiel zum Einsatz kam.

### Nationalmannschaft
Laut FIFA-Statuten ist Turhan für die Verbandsauswahlen dem Schweizer Fussballverband und der Türkischen Fussball-Föderation spielberechtigt, aufgrund seines Schweizer Bürgerrechts und der Herkunft seiner Eltern.

#### Schweizer Fussballverband
Turhan begann seine Nationalmannschafts-Karriere mit zwei torlosen Einsätzen im Mai 2022 beim Schweizer U15-Natioanlteam. Ab September 2022 spielte er für das Schweizer U16-Natioanlteam und nahm im April 2023 am U16-Vier-Nationen-Nachwuchsturnier UEFA Development Tournament 2023 im serbischen Stara Pazova teil. Dort kam Turhan in allen Turnierspielen seines U16-Teams zum Einsatz und erzielte zwei Tore; mit seinem Team verpasste er im letzten Turnierspiel gegen die U17 Ghanas den Turniersieg.
2024 spielte Turhan für das Schweizer U17-Natioanlteam, dabei kam er im März in der Eliterunde, letzte Qualifikationsrunde, der U17-Europameisterschaft 2024 in allen U17-Spielen seines Teams zum Einsatz; die als Gruppendritter ohne Finalturnier-Qualifikation endete. Im selben Jahr spielt Turhan seit Oktober auch für das Schweizer U18-Natioanlteam.

#### Türkische Fussball-Föderation
Seit Winter 2024/25 interessiert sich offenbar die Türkische Fussball-Föderation für den türkischstämmigen und talentierten Turhan nach seiner Vereins-Profispielpremiere im November 2024 und scouten ihn für das türkische Nationalteam.

## Palmarès
- Mit Grasshopper Club Zürich
  - U15-Junioren
    - Staffel-Vizemeister des Ostens der Schweizer U15-Elitemeisterschaft: 2021/22[5]

  - U16-Junioren
    - Vizemeister der Schweizer U16-Elitemeisterschaft: 2022/23[7]

  - U18-Junioren
    - Cupfinalist des Schweizer U18-Cups: 2022/23[8]

  - U19-Junioren
    - 3. Platz-Medaille des Blue Stars/FIFA Youth Cups: 2024[11]
    - Cupfinalist des Schweizer U19-Cups: 2024/25[13]

  - U21- bzw. Zweitmannschaft
    - Gruppensieg der 1. Liga Classic: 2024/25

- Individuell
  - Bester Torschütze der Play-offs der Schweizer U16-Elitemeisterschaft: 2023 mit 8 Toren[7]